# Меркулов, Игорь Алексеевич
Игорь Алексеевич Меркулов (18 сентября 1913, Российская империя — 1991, Москва, СССР) — советский инженер-конструктор.
Автор теории форсирования воздушно-реактивных двигателей, создатель нескольких их типов. Ведущий конструктор нескольких конструкторских проектов СССР 50-60-х годов XX века.

## Биография
Родился 18 сентября 1913 года.
Окончил Теплотехнический техникум.

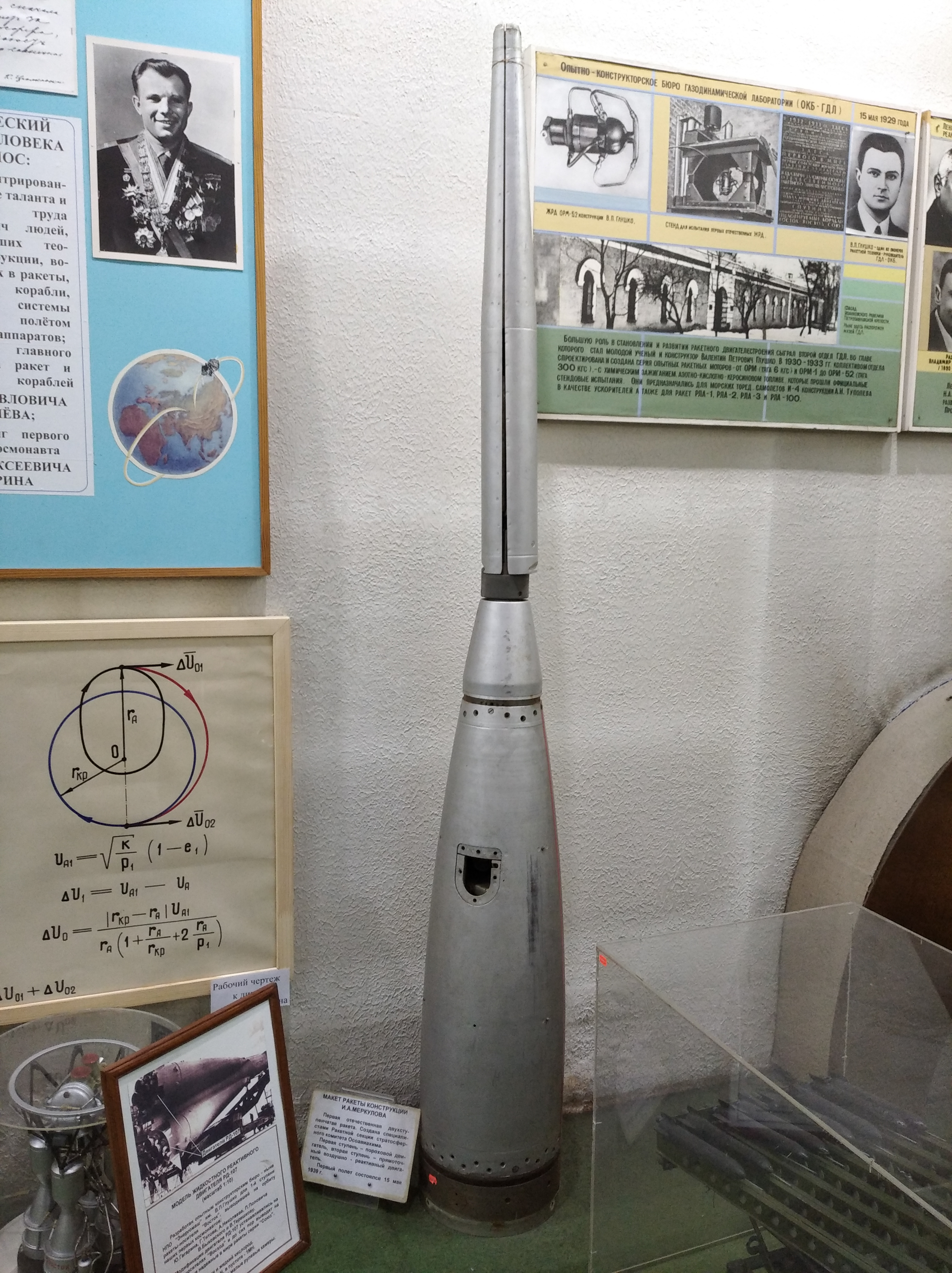
Макет ракеты конструкции И. А. Меркулова. Центральный дом авиации и космонавтики.

После этого работал в Центральном аэрогидродинамическом институте на должности конструктора третьей бригады ГИРДа, руководимой Юрием Александровичем Победоносцевым. Участвовал в разработке и летных испытаниях первых в мире воздушно-реактивных двигателей, установленных на артиллерийских снарядах.
В 1939 г. Игорем Меркуловым были спроектированы первые авиационные воздушно-реактивные двигатели прямоточного типа, успешно прошедшими испытания.
В годы Великой Отечественной руководит небольшим конструкторским бюро. Является одним из создателей первого советского форсированного турбореактивного двигателя (ТРД) (1945—1946 гг.).
В начале 1950-х годов руководителем отдела прямоточных воздушно-реактивных двигателей в Центральном институте авиационного моторостроения имени П. И. Баранова.
Ведущий руководитель по первому в стране беспилотному самолёту с прямоточным двигателем.
В 1960 году становится директором Института двигателей Академии наук СССР.
Меркулов одним из первых предложил использовать ПВРД для увеличения максимальной скорости истребителей с поршневыми авиадвигателями. А. И. Меркулов — автор теории форсирования ВРД (1951 г.). Установил критерии параметрической оптимизации ионных ракет (1962 г.). Автор теоремы об эквивалентности массы и энергии при формировании тяги ВРД (1965 г.).
В конце 1960-х годов — ведущий конструктор по первым в стране ионным двигателям, которые в 1972 г. успешно прошли испытания на спутнике «Метеор-18».
Автор более 60 научных публикаций по ракетодинамике, теории ракетных двигателей. Всего из-под его пера вышло 120 научно-популярных статей по ракетной технике и космонавтике.